# عربية نيجيرية
إن عربية نيجيريا لهجة ملسنة في شمال الغرب النيجيري، مشابهة لشوا البقارة؛ ومكتوبة بالأبجدية العربية.

## ر أيضا
- هَوْسَ

## وصلات خارجية
- المركز النيجيري للبحوث العربية